# Tatenda Taibu
Tatenda Taibu (14 de mayo de 1983) es un exjugador de críquet zimbabuense. También es excapitán del equipo nacional de cricket de Zimbabue. Desde el 6 de mayo de 2004 hasta el 5 de septiembre de 2019, mantuvo el récord de ser el capitán de Test Cricket más joven de la historia cuando fue capitán de su equipo contra Sri Lanka.

## Carrera internacional
El 23 de junio de 2001, Taibu hizo su debut en One Day International para Zimbabue contra West Indies. El 19 de julio de 2001, hizo su debut en Test Cricket para Zimbabue contra West Indies.  El 12 de septiembre de 2007, Taibu hizo su debut en Twenty20 Cricket contra Australia.
Taibu se convirtió en el quinto zimbabuense en anotar 3000 carreras durante sus entradas de 53 (74) contra Kenia en Eden Gardens, Kolkata durante la Copa del Mundo de 2011 el 20 de marzo de 2011. Junto con Stuart Matsikenyeri estableció el récord de asociación en ODI para el sexto wicket para Zimbabue (188).
En julio de 2012, Taibu decidió retirarse del cricket para concentrarse en su trabajo en la iglesia.